# Russische militaire begraafplaats in Ahlbeck
De Russische militaire begraafplaats in Ahlbeck is een militaire begraafplaats in Mecklenburg-Voor-Pommeren, Duitsland. Op de begraafplaats liggen omgekomen Russische militairen uit de Tweede Wereldoorlog.

## Begraafplaats
Vrijwel alle militairen kwamen aan het einde van de oorlog om het leven. De begraafplaats bevat een groot, centraal gelegen monument, met daarvoor de graven van de 84 slachtoffers.